# Ateliers Leonis

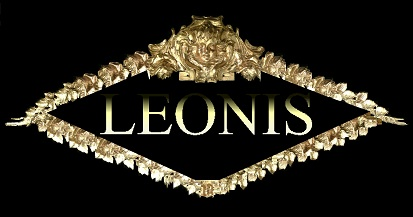

Les ateliers Leonis sont un collectif international d’artistes spécialisés en techniques picturales et en dorure ornementale.
Créé en 2008 sous l’impulsion des copistes Bresso et Ferrari, le collectif compte aujourd’hui deux maîtres copistes, un maître vernisseur et trois doreurs ornemanistes issus des écoles des Beaux-Arts. 
En France, Leonis compte deux ateliers privés situés dans les 16e et 17e arrondissements de Paris.                                
En 2010, Leonis s'associe avec l'atelier de sculpture et moulage d'art Maestri Scultori.
Le 13 avril 2011, Leonis crée un partenariat avec les marbreries de Carrare, les carrières d'extraction et de transformation du marbre romain.

## Titres et honneurs des membres du collectif
- Ernesto Ferrari,M:.M:. (1937 - ). Maître copiste. Académie des Beaux-Arts de Venise. Chevalier de la Légion d'honneur.
- Guillaume Bresso (1986 -). Collectionneur privé d'art et copiste. Chevalier des Arts et des Lettres.
- Pozzi C.S Pozzi (1975 - ). Historienne de l'art et doreuse ornemaniste. Académie des Beaux-Arts de Buenos Aires.
- Renata Baüer,S:. (1946 -). Doreuse ornemaniste. Haute école d'art et de design de Genève. Chevalier de la Légion d'honneur.
- Blanca Arrabillaga,Comp: (1979 -). Maître vernisseur. Académie des Beaux-Arts de Buenos Aires.
- Omar Ricciardi (1937 -). Maître sculpteur. Docteur en histoire de l’Art. Buenos Aires.

## La vocation
La vocation de L’Atelier de transmettre le savoir des maîtres de la Renaissance jusqu’au XIXe siècle.

## Le copiste dans l’art pictural
Aujourd'hui, la fabrication des couleurs à l'huile est principalement industrielle, et ne reflète pas le génie des peintures passées.
Aussi, sous l’impulsion des Maîtres Ferrari et Bresso, l’équipe technique du collectif s'est mis en quête de retrouver le secret des "bonnes couleurs de jadis".
C'est ainsi que les artistes du collectif se fournissent auprès des derniers artisans européens qui ont gardé ou repris les méthodes de fabrications traditionnelles afin de produire des couleurs identiques  aux couleurs d'autrefois. 
Les artistes de LEONIS* travaillent avec une palette de 84 nuances. Les couleurs à l'huile sont fabriquées avec des pigments finement sélectionnés en provenance du monde entier. Leur broyage lent sur cylindres en pierre leur confère une qualité et une pureté inégalée.

## La dorure à l’eau
Les feuilles d’or sont appliquées (application à l’eau) sur une assiette ; la colle au contact de la solution, se régénère. 
Les feuilles d’or peuvent être recouvertes d’une couche partielle de colle de peau. C’est le matage. La colle traverse alors les feuilles poreuses, puis s’adhère à l’enduit.
L’or dit embrassé, perd son éclat, il devient mat et résiste à l’érosion du temps.  
L’utilisation de la pierre d’Agathe permet d’obtenir des brillances plus soutenues. 
La dorure à l’eau fut d’usage pour tous les artefacts en bois jusqu’à la fin du XVIIIe siècle.

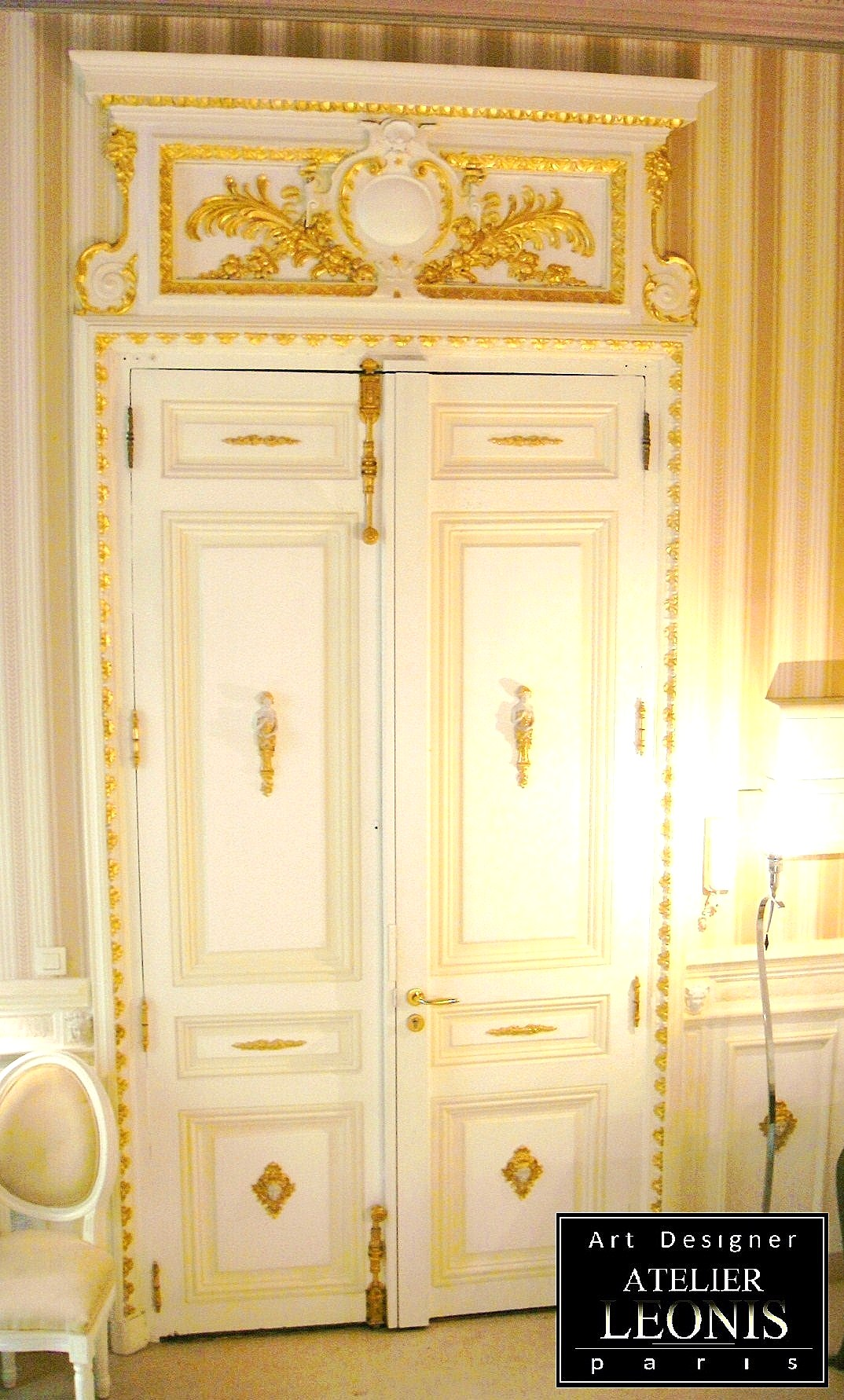
Dorure des boiseries d'un hôtel particulier du XIXe siècle Paris
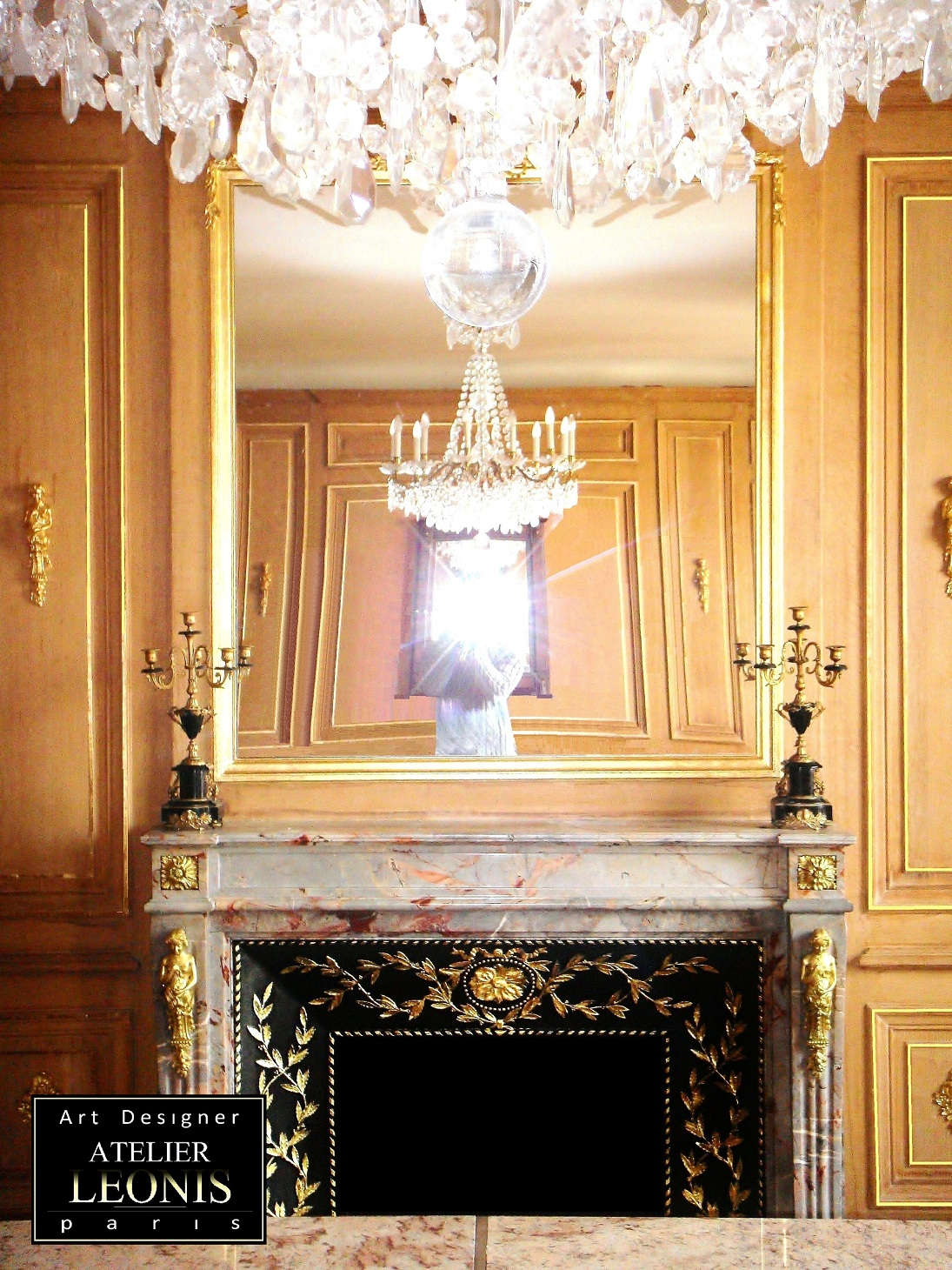
Dorure des boiseries d'un appartement du XIXe siècle Paris